# S/2003 J 18
S/2003 J 18 je Jupitrov naravni satelit. Luno je leta 2003 odkrila skupina astronomov.
Luna S/2003 J 18 obkroža Jupiter v povprečni razdalji 19,813.000 km. Obkroži ga v  približno 569 dneh po krožnici, ki ima naklon 147 ° (glede na ekliptiko). Spada v Anankino skupino, ki ima ime po luni Ananke. To je skupina nepravilnih satelitov Jupitra z  vzvratnim (retrogradnim) gibanjem.
S/2003 J 18 ima premer samo 2 km. Njena gostota je ocenjena na 2,6 g/cm3, kar kaže, da je sestavljena iz kamnin. Površina je precej temna, saj ima albedo  0,04.